# Lijst van werken van Tintoretto
Deze lijst geeft een overzicht van de werken van de 16e-eeuwse Italiaanse kunstschilder Tintoretto.

## Schilderijen
| Afbeelding | Titel | Datering                       | Techniek           | Afmetingen h × b cm                   | Collectie                                                       | Opmerkingen                                                                                 |
| ---------- | --- | ------------------------------ | ------------------ | ------------------------------------- | --------------------------------------------------------------- | ------------------------------------------------------------------------------------------- |
|            | Sacra conversazione of Madonna met Johannes de Doper als kind en de heiligen Jozef, Elizabeth, Zacharias, Catharina en Franciscus | 1540                           | olieverf op doek   | 171,5 × 243,8                         | privéverzameling                                                |                                                                                             |
|            | Plafonds van Modena 14 panelen, waaronder: Deucalion and Pyrrha aanbidden het beeld van de godin Themis                           | 1541-1542                      | olieverf op paneel | Elk paneel: ca. 127 × 124 (153 × 133) | Modena, Galleria Estense                                        |                                                                                             |
|            | Latona verandert de Lycische boeren in kikkers                                                                                    | ca. 1542-1543 of ca. 1545-1548 | olieverf op paneel | 22,6 × 65,5                           | Londen, Courtauld Institute of Art                              |                                                                                             |
|            | Jezus in discussie met de schriftgeleerden in de tempel                                                                           | ca. 1541-1542                  | olieverf op doek   | 197 × 319                             | Milaan, Grande Museo del Duomo di Milano                        |                                                                                             |
|            | Belegering van Asola | 1544-1545                      | olieverf op doek   | 197 x 467,5                           | privéverzameling                                                |                                                                                             |
|            | Profetie aan David | ca. 1543-1544                  | olieverf op paneel | 29 × 153,5                            | Wenen, Kunsthistorisches Museum                                 |                                                                                             |
|            | Ark van het Verbond | ca. 1543-1544                  | olieverf op paneel | 29,5 × 157                            | Wenen, Kunsthistorisches Museum                                 |                                                                                             |
|            | Batseba voor David | ca. 1543-1544                  | olieverf op paneel | 29,5 × 154                            | Wenen, Kunsthistorisches Museum                                 |                                                                                             |
|            | Koningin van Seba voor Salomo | ca. 1543-1544                  | olieverf op paneel | 29 × 157                              | Wenen, Kunsthistorisches Museum                                 |                                                                                             |
|            | Feestmaal van Belsassar | ca. 1543-1544                  | olieverf op paneel | 29 × 156                              | Wenen, Kunsthistorisches Museum                                 |                                                                                             |
|            | Simson | ca. 1543-1544                  | olieverf op paneel | 30 × 156                              | Wenen, Kunsthistorisches Museum                                 |                                                                                             |
|            | Bekering van Saul | ca. 1540-1542                  | olieverf op doek   | 152,4 × 236,2                         | Washington, National Gallery of Art                             |                                                                                             |
|            | Wedstrijd tussen Apollo en Marsyas                                                                                                | ca. 1545                       | olieverf op doek   | 139,7 × 240,3                         | Hartford, Wadsworth Atheneum                                    |                                                                                             |
|            | Portret van een jonge man | 1545 (gedateerd)               | olieverf op doek   | 104 × 136                             | Londen, Hampton Court Palace (Royal Collection)                 |                                                                                             |
|            | Zelfportret | ca. 1546-1548                  | olieverf op doek   | 45,7 × 38,1                           | Philadelphia, Philadelphia Museum of Art                        |                                                                                             |
|            | Zelfportret | ca. 1546-1548                  | olieverf op paneel | 45,7 × 36,8                           | Londen, Victoria and Albert Museum                              |                                                                                             |
|            | Laatste Avondmaal | 1547                           | olieverf op doek   | 157 × 443                             | Venetië, San Marcuola                                           |                                                                                             |
|            | Voetwassing | ca. 1547-1549                  | olieverf op doek   | 210 × 533                             | Madrid, Museo Nacional del Prado (in bruikleen van El Escorial) | Oorspronkelijk de pendant van het Laatste Avondmaal in de San Marcuola in Venetië           |
|            | Het wonder van de slaaf of Het wonder van Sint-Marcus                                                                             | 1548                           | olieverf op doek   | 416 × 544                             | Venetië, Gallerie dell'Accademia                                |                                                                                             |
|            | Reis van de heilige Ursula en de maagden                                                                                          | ca. 1550-1555                  | olieverf op doek   | 330 × 178                             | Venetië, San Lazzaro dei Mendicanti                             |                                                                                             |
|            | Venus, Vulcanus en Mars | ca. 1550-1551                  | olieverf op doek   | 135 × 198                             | München, Alte Pinakothek                                        |                                                                                             |
|            | Leda en de zwaan | ca. 1550-1555                  | olieverf op doek   | 167 × 221                             | Florence, Uffizi                                                |                                                                                             |
|            | Suzanna en de ouderlingen | ca. 1550                       | olieverf op doek   | 167 × 238                             | Parijs, Louvre                                                  |                                                                                             |
|            | Suzanna en de ouderlingen | ca. 1555                       | olieverf op doek   | 146,6 × 193,6                         | Wenen, Kunsthistorisches Museum                                 |                                                                                             |
|            | Venus en Vulcanus liefkozen Cupido                                                                                                |                                |                    | 197 x 85                              | Florence, Palazzo Pitti (Galleria Palatina)                     |                                                                                             |
|            | Orgelluiken met onder andere: Presentatie van Maria in de tempel                                                                  | ca. 1552-1553                  | olieverf op doek   | 429 x 480                             | Venetië, Santa Maria dell'Orto                                  |                                                                                             |
|            | Vijf schilderijen voor de Scuola della Trinità, waaronder: Schepping van de dieren                                                | ca. 1550-1553                  | olieverf op doek   | 151 × 256                             | Venetië, Gallerie dell'Accademia                                |                                                                                             |
|            | Vijf schilderijen voor de Scuola della Trinità, waaronder: Verleiding van Adam                                                    | ca. 1550-1553                  | olieverf op doek   | 150 × 220                             | Venetië, Gallerie dell'Accademia                                |                                                                                             |
|            | Vijf schilderijen voor de Scuola della Trinità, waaronder: Moord op Abel                                                          | ca. 1550-1553                  | olieverf op doek   | 149 × 196                             | Venetië, Gallerie dell'Accademia                                |                                                                                             |
|            | Schilderijen voor het Palazzo dei Camerlenghi van Venetië: Lodewijk van Toulouse en Sint-Joris met de prinses                     | ca. 1552                       | olieverf op doek   | 226 × 146                             | Venetië, Gallerie dell'Accademia                                |                                                                                             |
|            | Schilderijen voor het Palazzo dei Camerlenghi van Venetië: De heiligen Andreas en Hiëronymus                                      | ca. 1552                       | olieverf op doek   | 225 × 145                             | Venetië, Gallerie dell'Accademia                                |                                                                                             |
|            | Schilderijen voor de Santa Maria dei Crociferi: Presentatie van Jezus in de tempel                                                | ca. 1555                       | olieverf op doek   | 239 × 298                             | Venetië, Gallerie dell'Accademia                                |                                                                                             |
|            | Schilderijen voor de Santa Maria dei Crociferi: Maria-Tenhemelopneming                                                            | ca. 1555                       | olieverf op doek   | 440 × 260                             | Venetië, Chiesa di Santa Maria Assunta detta I Gesuiti          |                                                                                             |
|            | Maria-Tenhemelopneming | ca. 1555                       | olieverf op doek   | 437 × 265                             | Bamberg, Obere Pfarrkirche                                      |                                                                                             |
|            | Laatste Avondmaal | ca. 1556-1558                  | olieverf op doek   | 221 × 413                             | Venetië, San Trovaso, kapel van het Sacrament                   |                                                                                             |
|            | Sint-Joris en de draak | 1558 circa                     | olieverf op doek   | 158,3 × 100,5                         | Londen, National Gallery                                        |                                                                                             |
|            | Schilderijen voor de Scuola Grande di San Marco: De vondst van het lichaam van de heilige Marcus                                  | 1562-1566                      | olieverf op doek   | 405 × 405                             | Milaan, Pinacoteca di Brera                                     |                                                                                             |
|            | Schilderijen voor de Scuola Grande di San Marco: De redding van het lichaam van de heilige Marcus                                 | 1562-1566                      | olieverf op doek   | 398 × 315                             | Venetië, Gallerie dell'Accademia                                |                                                                                             |
|            | Schilderijen voor de Scuola Grande di San Marco: Sint-Marcus redt een Saraceen tijdens een schipbreuk                             | 1562-1566                      | olieverf op doek   | 398 × 337                             | Venetië, Gallerie dell'Accademia                                |                                                                                             |
|            | Plafondschilderingen voor de Sala dell'Albergo in de Scuola Grande di San Rocco, waaronder: Apotheose van de heilige Rochus       | 1564-1567                      |                    | 240 × 360                             | Venetië, Scuola Grande di San Rocco                             |                                                                                             |
|            | Schilderijen voor de Sala dell'Albergo in de Scuola Grande di San Rocco, waaronder: Kruisiging                                    | 1565                           | olieverf op doek   | 538 × 1224                            | Venetië, Scuola Grande di San Rocco                             |                                                                                             |
|            | Portret van Ottavio Strada | 1567                           | olieverf op doek   | 128 × 101                             | Amsterdam, Rijksmuseum Inv. nr. SK-A-3902                       |                                                                                             |
|            | Portret van de doge Pietro Loredan                                                                                                | 1568-1570                      | olieverf op doek   | 126 × 106,6                           | Fort Worth, Kimbell Art Museum                                  |                                                                                             |
|            | Portret van de doge Pietro Loredan                                                                                                | 1568-1570                      | olieverf op doek   | 107 × 91                              | Melbourne, National Gallery of Victoria                         |                                                                                             |
|            | Oorsprong van de Melkweg | ca. 1575-1580                  | olieverf op doek   | 148 × 165                             | Londen, National Gallery                                        |                                                                                             |
|            | Vier schilderijen voor het Anticollegio van het Dogepaleis, waaronder: Minerva stuurt Mars weg van Vrede en Voorspoed             | 1576-1577                      | olieverf op doek   | 148 × 168                             | Venetië, Dogepaleis                                             |                                                                                             |
|            | Portret van een man met een rode mantel                                                                                           | ca. 1555-1580                  | olieverf op doek   | 61,5 × 47                             | Amsterdam, Rijksmuseum Inv nr. SK-A-2964                        |                                                                                             |
|            | Annunciatie (Engel) | ca. 1560-1585                  | olieverf op doek   | 115 × 93                              | Amsterdam, Rijksmuseum Inv nr. SK-A-3986                        | Fragment van de decoratie van een orgel uit de San Benedetto in Venetië.                    |
|            | Annunciatie (Maria) | ca. 1560-1585                  | olieverf op doek   | 117 × 94,5                            | Amsterdam, Rijksmuseum Inv nr. SK-A-3987                        | Fragment van de decoratie van een orgel uit de San Benedetto te Venetië.                    |
|            | Muze met luit |                                | olieverf op doek   | 119 × 84                              | Amsterdam, Rijksmuseum Inv nr. SK-A-4010                        | Waarschijnlijk een fragment van een oorspronkelijk grotere voorstelling van de negen muzen. |
|            | Schilderijen voor de Scuola Grande di San Rocco, waaronder: Aanbidding van de herders                                             | 1578-1581                      | olieverf op doek   | 542 × 455                             | Venetië, Scuola Grande di San Rocco                             |                                                                                             |
|            | Doop van Christus | ca. 1580                       | olieverf op doek   | 283 x 162                             | Venetië, San Silvestro                                          |                                                                                             |
|            | Zelfportret | ca. 1589                       | olieverf op doek   | 62,5 × 52                             | Parijs, Louvre                                                  |                                                                                             |
|            | Het paradijs | 1588-1592                      | olieverf op doek   | 700 × 2200                            | Venetië, Dogepaleis                                             |                                                                                             |